# 衛嗣君
衞嗣君（前4世纪—前293年），姬姓，子南氏，名字无法考证，亦称為衞成襄侯，為戰國諸侯國衞國君主之一，倒数第4任国君。

## 生平
他是衞平侯兒子，前334年承襲衞平侯擔任該國君主，前330年自行貶侯稱君，僅有濮陽一地。在位42年。死后其子衞懷君嗣位。

## 姬妾
- 世姬，又作泄姬[1]，卫嗣君宠爱她，但怕她因受到宠爱器重而敢于欺瞒自己，于是尊崇魏妃来与泄姬分庭抗礼。[2]
- 魏姬，又作魏妃[3][1]